# Novak Musić
Novak Musić (in serbo Новак Мусић?; Belgrado, 27 maggio 1998) è un cestista serbo.

## Palmarès
- Coppa di Bosnia ed Erzegovina: 1

Igokea: 2019